# Guzmics Izidor
Guzmics Izidor (eredetileg Guzmics László) (Jánosfa, 1786. április 7. – Bakonybél, 1839. szeptember 1.) bencés szerzetes, közíró, teológus, nyelvész, író, drámaíró, műfordító, a Magyar Tudós Társaság rendes, utóbb tiszteleti tagja. A reformkori magyar művelődés jeles alakja volt, publicisztikai tevékenységével síkra szállt a katolikus–protestáns unió megteremtéséért, a nemzeti nyelv és irodalom megújulásáért. 1832-től 1839-ig a Szent Mauríciusz Monostor apátja volt.

## Életútja
A Vámoscsaládhoz tartozó jánosfai malomban született, Guzmics István molnár és Budai Anna fiaként. Születésének időpontját az életrajzok és lexikonok 1786. április 7-ében jelölik meg, de a vámoscsaládi anyakönyv 1785. május 2-ai keresztelési bejegyzése ezt az adatot módosíthatja. Neveltetését anyai nagybátyja, Budai József szentgyörgyvölgyi plébános vállalta magára. Kőszegen, Szombathelyen és Sopronban járt gimnáziumba, majd tanulmányai végeztével, 1805 októberében csatlakozott a győrszentmártoni (ma Pannonhalma) bencésekhez. Közel egy év elteltével kilépett a rendből, hogy gazdatisztként folytassa pályáját, de 1806 novemberében ismét csatlakozott a Szent Benedek-rendhez. Ezt követően 1807-től a győrszentmártoni bencés apátságban, 1808-tól pedig a győri bencéseknél tanult teológiát, ókori görög és római irodalmat, valamint természettudományokat. 1808 szeptemberében szerzetesi fogadalmat tett (ekkor vette fel az Izidor szerzetesi nevet), s 1809–1810-ben a rend győri főgimnáziumában tanított. 1811-ben Győrszentmártonban, majd 1812-től 1815-ig a pesti Központi Papnevelő Intézetben tanult teológiát. 1815-ben áldozópappá szentelték, és 1832-ig a pannonhalmi bencés főiskolán tanított hittant és dogmatikát. 1829-ben a Pesti Egyetem hittudományi karának teológiai doktora lett. 1832-től haláláig a bakonybéli bencés monostor apátja volt, ebben az időszakban a faluban népiskolát építtetett, 1837-ben pedig ének-zene iskolát nyitott.

## Munkássága
Tevékenységével a nemzeti művelődés, a magyar nyelv és irodalom megújulásáért küzdő reformkori literátus körök jeles alakja volt, szellemiségére nagy hatással volt Herder munkássága. 1813-ban vezető szerepet játszott a pesti kispapok közművelődési társasága, a Magyar Társaság megalapításában, amelynek célja eredeti magyar nyelvű irodalmi munkák megírása, illetve külföldi szépirodalmi alkotások és teológiai munkák magyarra ültetése volt. Ekkor született első szépirodalmi műve (Meteusz hunn fejedelem, 1814), részt vett a Kölesy Vince szerkesztette, Nemzeti Plutarkus (1815) című magyar  életrajzi lexikon megírásában, valamint a Johann Hübner-féle német Conversations-Lexicon fordítási munkálataiban. Vallotta, hogy a magyar drámairodalom megújulásának egyik lehetséges forrása a klasszikus ókori görög irodalom ismerete, ezért többek között magyarra ültette Theokritosz epigrammáit és idilljeit (1824), Anakreón és Aiszkhülosz műveit, s halála után jelent meg fordításában Szophoklész Ödipusz, a király (1839) és Euripidész Iphigenia Auliszban (1840) című tragédiája. Ő maga is írt néhány – szerény irodalmi értékkel bíró – drámai művet, emellett verseket is költött (például a Magyar Tudós Társaság alapítását köszöntő A magyar Athenéon). Kisebb drámai, prózai és lírai művei rendszeresen megjelentek az 1820-as–1830-as évek szépirodalmi lapjaiban (Szépliteratúrai Ajándék, Hasznos Mulatságok, Aurora, Felső-magyarországi Minerva, Urania, Regélő).
Teológiai írásaiban általános dogmatikai kérdések (isteni gondviselés, cölibátus) taglalása mellett a katolikus–protestáns unió létrejöttét támogató esszéi jelentősek. Írt dogmatikai tankönyveket, egyháztörténeti életrajzokat, fordított zsoltárokat (A buzgó kereszténységnek számára készített énekek, 1818; Zsoltárok, 1832). Vitatott azonban, hogy tényleg ő fordította ezeket a zsoltárokat, Mozsgai József egri teológus ugyanis úgy véli, hogy inkább csak a megjelentése és a kísérőszövegek megírása tulajdonítható Guzmicsnak. 1832-ben elindította és 1837-ig szerkesztette az Egyházi Tár című folyóiratot.
Publicisztikáiban többek között pedagógiai, nyelvészeti és klasszika-filológiai gondolatait adta közre. Síkra szállt a magyarországi oktatásügy korszerűsítéséért, szorgalmazta a nemzeti nyelvű oktatást, a nemesség bevonását a nyilvános oktatásba, valamint – a német Johann Matthias Gesnerhez és követőihez köthető neohumanizmus hatására – az ógörög nyelv és irodalom tanításának kiterjesztését. Kazinczy Ferenc levelezőtársa és barátja, nyelvújítási programjának hű követője volt, a választékosan kifejező irodalmi nyelv megteremtése érdekében maga is merészen élt a leleményes nyelvújítás eszközével. Legnevezetesebb szóalkotásaként ismert, hogy 1824-ben a Kazinczy megalkotta Széphalom mintájára a bencés apátságnak otthont adó Szent Márton-hegyet ő nevezte el Pannonhalmának, amely később, 1965-ben a település, Győrszentmárton neve is lett. A főként a Tudományos Gyűjteményben megjelent nyelvészeti írásaiban többek között értekezett általános nyelvszociológiai kérdésekről (nyelv és nemzet), a magyar nyelv alaktanáról, a tudományos és szakmai műnyelvről, az idegen szavak magyaros írásmódjáról. 1828-ban tevékenyen közreműködött a Magyar Tudós Társaságot szervező és alapszabályát megszövegező bizottság munkájában, 1831 után pedig a társaság szótári bizottságának tagjaként hittudományi műszavak gyűjtésével, az ógörög és magyar nyelv szóhasonlításaival foglalkozott.

### Társasági tagságai és elismerései
1830-ban a Magyar Tudós Társaság rendes tagjává választották, 1838-ban pedig a testület tiszteleti tagja lett.

### Főbb művei
- A katholika anyaszentegyház hitbeli tanítása, a magyarországi protestansokhoz. Pest. 1822
- A keresztényeknek vallásbeli egyesülésekről írt levelek. Pest. 1822
- A nyelvnek hármas befolyása. Pest. 1822
- A vallási egyesülés ideájának és a római katholikus és protestáns keresztények között fennálló uniónak visgáltatása. Győr. 1824
- A róm. kath. és protest. keresztények között fennálló uniónak másodszori visgáltatása. Győr. 1826
- Theologia christiana fundamentalis. Győr. 1828
- Theologia dogmatica I–III. Pozsony. 1828–1829
- Révai Miklós pályája saját leveleiből töredékül. Ajánlva Horvát Istvánnak a nagy mester tanítványának; Trattner-Károlyi, Pest, 1830
- Guzmics Izidor apáti naplója; sajtó alá rend. Sörös Pongrác; Athenaeum Ny., Bp., 1903
- Guzmics Izidor levelei Farkas Józsefhez; sajtó alá rend. Révai Sándor; Athenaeum Ny., Bp., 1909

Szépirodalmi művei
- Meteusz hunn fejedelem: Egy honni történeten épült rege. Pest. 1814 (regény)
- A boldog atya. Esztergom. 1829 (dráma)
- Pannónia századjai. Esztergom. 1830 (elbeszélő költemény)
- Jób. Pest. 1836.
- Költészeti képek I–II. Pest. 1837–1838 (Beély Fidél Józseffel és Vaszary Egyeddel, benne több költeménye)

Fordításai
- Theokritosz maradványi. Győr, 1824 Online
- Ödipusz, a király. Szophoklesz színműve. Buda, 1840
- Iphigeneia Auliszban. Eüripidesz szinműve. Buda, 1840 A két dráma egy kötetben